# Наката Хідетосі
Наката Хідетосі (Наката Хідетоші, яп. 中 田 英 寿) (нар. 22 січня 1977, Кофу) — японський футболіст, грав як півзахисник у кількох європейських клубах і команді Белл-Мар Hiratsuka на батьківщині. Має репутацію одного з найкращих японських футболістів.
2004 року Наката став єдиним японцем, обраним до ФІФА 100 — 125 найкращих футболістів в історії, в 1997 і 1998 обирався гравцем року в Азії.
2001 року Наката виграв Серію А з «Ромою» і наступного року Кубок Італії з «Пармою».

## Статистика
Статистика виступів у національній збірній.
| Збірна Японії | Збірна Японії | Збірна Японії |
| Роки          | Ігри          | голи          |
| ------------- | ------------- | ------------- |
| 1997          | 16            | 5             |
| 1998          | 10            | 1             |
| 1999          | 3             | 0             |
| 2000          | 4             | 0             |
| 2001          | 7             | 1             |
| 2002          | 8             | 2             |
| 2003          | 11            | 1             |
| 2004          | 2             | 0             |
| 2005          | 10            | 0             |
| 2006          | 6             | 1             |
| Усього        | 77            | 11            |

## Титули і досягнення
- Володар Кубка володарів кубків Азії (1):

«Бельмаре Хірацука»:  1995
- Чемпіон Італії (1):

«Рома»:  2000–01
- Володар Кубка Італії (1):

«Парма»:  2001–02
- Футболіст року в Японії: 1995
- Футболіст року в Азії: 1997, 1998